# Estadio Municipal de Ipurúa

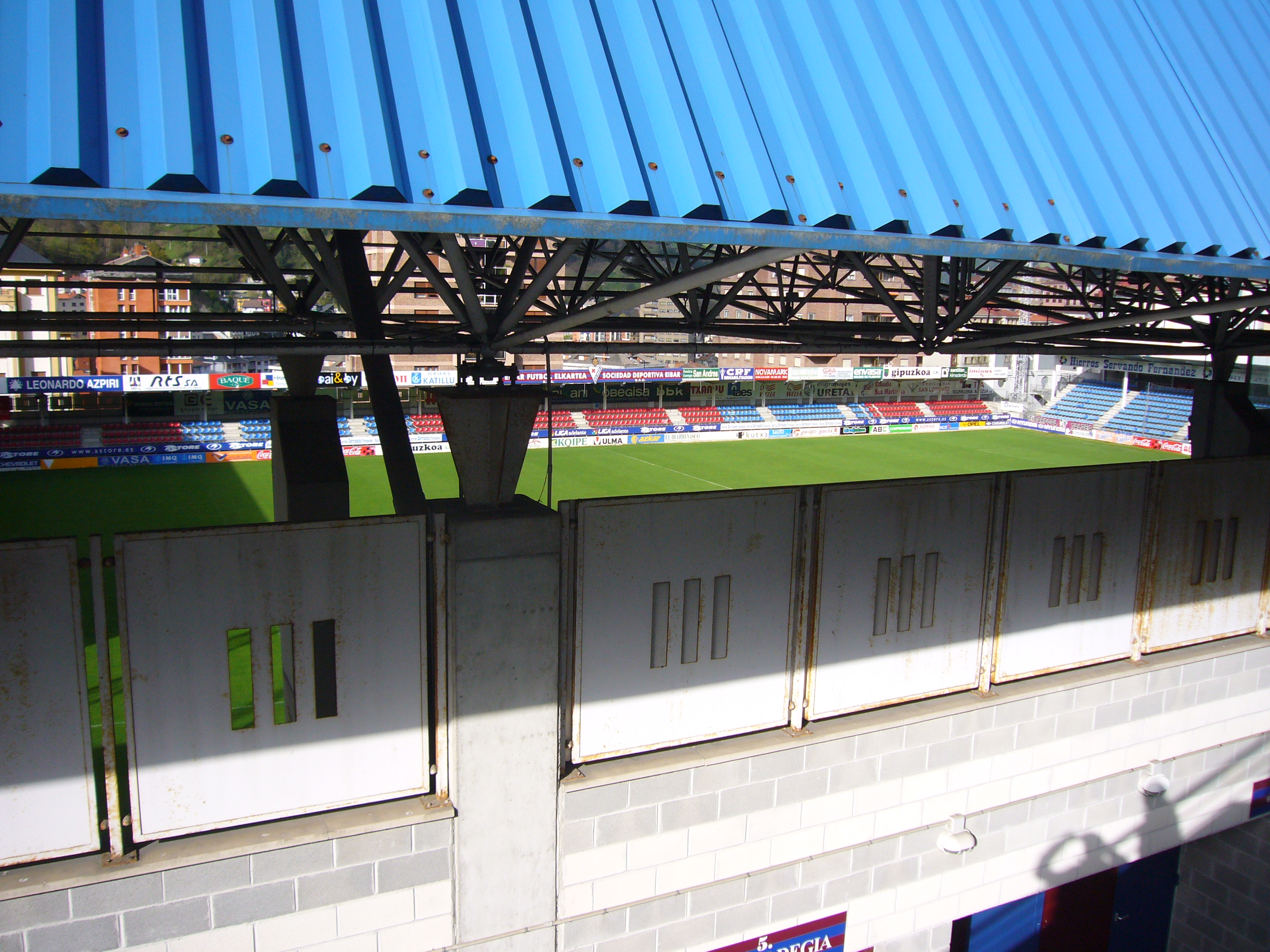
Vista parcial de Ipurúa

El Estadio Municipal de Ipurúa es el estadio de fútbol municipal de la ciudad guipuzcoana de Éibar, País Vasco (España). Está situado en el barrio de Ipurúa, limítrofe a la Carretera de Elgueta, la calle Indalezio Ojanguren, lindando con el Convento de la Concepción y próximo al Polideportivo de Ipurúa y es la sede social de la S. D. Eibar.

## Historia
El primer campo de fútbol de Éibar fue el Roberto García de Galdeano que fue clausurado en 1917. Tras la creación de la Sociedad Deportiva Eibar en 1940, el equipo usaba como campo local el campo de Lerún ubicado en Elgóibar.
En el terreno nivelado por el vertido de los escombros de los edificios destruidos por la Guerra Civil, Éibar estuvo seis meses en el frente y resultó muy dañada en la contienda, siendo declarada "Región Devastada" por el Servicio Nacional de Regiones Devastadas y Reparaciones que se encargó de su reconstrucción. El campo fue inaugurado el 14 de septiembre de 1947 en un partido amistoso entre el equipo local y el vecino de Elgóibar con el resultado de 0-2. El saque de honor lo ejecutó Juanita Arrieta.

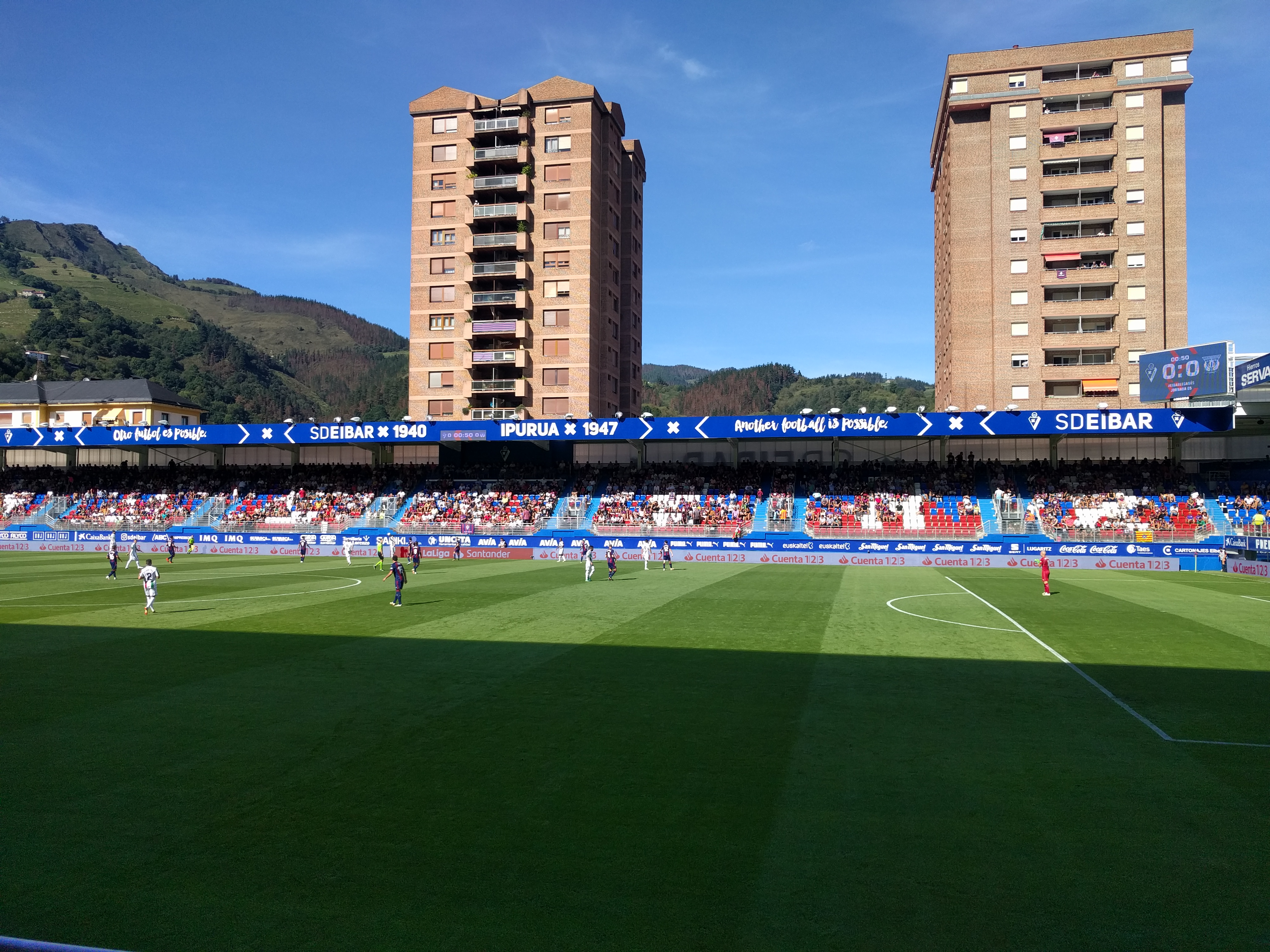
Partido disputado en el estadio de Ipurúa entre la Sociedad Deportiva Eibar y el CD Leganés en septiembre de 2018 (1:0)

La tribuna principal se empezó a levantar en 1948 quedando abierta al público en 1951. El campo por aquel entonces no tenía hierba y con la lluvia se convertía en un auténtico barrizal, hasta que se realizaron las primeros retoques en el césped y drenaje en 1959. En 1965 se disputó el partido conmemorativo del 25º Aniversario contra el Girondins de Burdeos.
Cuatro años más tarde se realizaron las obras de la cubierta del estadio incluyendo todas las gradas (excepto la tribuna norte) con los primeros postes de iluminación. Es desde entonces cuando el estadio tuvo la forma que vemos actualmente. Para este evento se organizó un partido el 14 de octubre de 1970 entre los equipos más importantes de las Provincias Vascongadas: Real Sociedad y Athletic Club. Durante los años 80 se realizaron varios drenajes al campo para asentarlo. A finales de los años 70 se construyeron las famosas Torres de Ipurúa que dan al campo una apariencia "singular".
En 1969 se proyecta la construcción de un campo anexo en los terrenos vecinos pertenecientes al convento de las Madres Concepcionistas. El campo anexo, nombre por el que es conocido, se inauguró en 1974, junto a la nueva tribuna oeste.
En 1990 se celebró el 50.º aniversario del club con un partido contra el Ajax de Ámsterdam que por aquel entonces fue campeón de Europa. El partido terminó 1-1 con un penalti fallado del mítico jugador eibarrés Luluaga. El gol fue marcado de cabeza por el delantero Donostiarra Xabier Oliden, tras centro de Iñaki Ibáñez.
Durante más de 2 décadas el campo fue de Tercera División y en tan solo 3 años consiguió ser uno de los 40 campos más importantes de España al ascenderse a Segunda División en 1988. Con la ayuda del Ayuntamiento y de la Federación se modernizó el campo en su integridad. Hasta ese momento la capacidad del estadio era de cerca de 10 000 personas, la mayoría de pie. Fue entonces cuando se derribaron todas las gradas para poder rehacerlas desde cero. Esta vez incluyendo la tribuna norte (la más cercana a las torres). También se intentaron ampliar ligeramente las dimensiones del campo incluyendo las bandas.
Hasta entonces los vestuarios y el ambigú que servía a modo de antepalco se encontraban bajo la tribuna oeste, próxima al Anexo (campo de entrenamiento), y ya entrado el siglo XXI se consiguió que los vestuarios se trasladaran a la tribuna principal donde además se incluía todo tipo de equipamientos como sala de musculación, gimnasio, enfermería, jacuzzi y oficinas del club, así como un nuevo palco presidencial.
Hasta 1997 la SD Eibar entrenaba en el mismo campo con lo que hacía que durante los partidos no estuviese el césped en sus mejores condiciones. Ese mismo año se inauguró el Complejo Deportivo de Unbe donde el equipo iba a entrenar hasta que, poco después, se remozó un campo anexo al estadio de Ipurúa (de la mitad de tamaño y con hierba artificial), donde el equipo entrena en la actualidad. Desde finales de 2014, se firmó un acuerdo con el ayuntamiento de Mondragón mediante el cual el equipo puede realizar entrenamientos en el campo de Atxabalpe, situado en esta localidad, de dimensiones reglamentarias y con hierba natural.
El 18 de julio de 2015, SD Eibar jugó contra el Celtic FC de Glasgow el partido conmemorativo del 75.º Aniversario del club armero en Ipurúa (1-4), ofreciendo una imagen insólita con la mitad derecha de la Tribuna Norte derruida y en obras para poder ser inaugurada en agosto con el inicio de la temporada.
El estadio de Ipurúa cuenta con el certificado de la UEFA.

## Ipurúa Tallarra
A comienzos de 2015 SD Eibar presentó públicamente el proyecto "Ipurua Tallarra"  (en euskera, literalmente "el taller de Ipurua", en clara alusión a los talleres industriales tradicionales en Éibar) contemplando la remodelación por fases del estadio de Ipurúa y su plan de futuro, con la creación de un Centro de Formación e Innovación en el Deporte.
En noviembre de 2014, coincidiendo con el ascenso a Primera División comenzaron las obras de ampliación del estadio para, en su primera fase, adaptarse a la normativa de la LFP que obliga a tener un aforo mínimo de 6000 espectadores en Segunda División, tras la imposibilidad del club de cumplir el aforo mínimo de Primera División, establecido en 15 000 asientos. Con la finalización de las obras el 30 de septiembre de 2015, el estadio cuenta con el aforo mínimo exigido para Segunda (con 6300 asientos), a pesar de militar en Primera División así como con nuevos locales a pie de calle bajo las gradas, incluyendo una zona para reuniones de empresas, palcos VIP, nuevos servicios y restauración, así como 2 aulas de formación del Centro de Formación e Innovación en el Deporte.
La primera fase de las obras (la reconstrucción de la mitad de la Tribuna Norte) fue abierta al público el 29 de abril de 2015 en el partido Eibar-Sevilla. Desde ese día, el aforo de Ipurúa asciende a 6267 espectadores pero quedó reducido provisionalmente a menos de 6000 al concluir la temporada 2014-2015 y fue derribada la otra mitad para completar la reconstrucción de este graderío, que se puso en servicio el 30 de septiembre de 2015 de cara al encuentro contra el Athletic Club de Bilbao que se disputó en la segunda jornada de Liga.
En mayo de 2016, al tras el último partido en casa de la Liga, comenzaría la segunda fase del proyecto de remodelación, con la demolición y posterior construcción de una nueva Tribuna Este, bajo la que se habilitaría el centro de interpretación y museo del club, la tienda oficial y el restaurante. En estos momentos el Club se encuentra trabajando en conseguir el apoyo de las instituciones públicas vascas para poder iniciar la segunda fase, al haber financiado en solitario la primera. El resto de fases incluirían remodelar la tribuna oeste, habilitar nuevas aulas de formación, un aparcamiento subterráneo de 280 plazas, un auditorio, un campo de entrenamiento y prácticas para el Centro de Formación sobre el del actual Anexo y la remodelación integral del urbanismo de la zona circundante al estadio.